# تشارلز بيرنت
تشارلز بيرنت هو سياسي نيوزيلندي، ولد في 1876، وتوفي في 7 يناير 1947. نشط حزبياً في حزب العمال النيوزيلندي. وقد انتخب عضو مجلس النواب النيوزيلندي ‏.